# Daïra de Ksar Chellala
La daïra de Ksar Chellala est une circonscription administrative de la wilaya de Tiaret. Son chef lieu est la commune éponyme de Ksar Chellala.

## Communes
- Ksar Chellala (chef-lieu)
- Serghine
- Zmalet El Emir Abdelkader